# Ulica Nowa w Raciborzu
Ulica Nowa (daw. niem. Krämergasse, Neuestraße, Straße der S.A., pol. Generalissimusa Józefa Stalina) – raciborska ulica znajdująca się w dzielnicy Centrum. Rozpoczyna się od rynku oraz skrzyżowania z ul. Mickiewicza, a kończy na skrzyżowaniu z ul. Wojska Polskiego, ul. Opawską i ul. Drzymały.

## Historia
Jedna z siedmiu pierwotnych ulic wychodzących z rynku w kierunku południowym. Pierwotnie kończyła się przy zbiegu obecnych ulic Leczniczej i Basztowej, gdzie mieściła się Brama Nowa. Wraz z rozpoczęciem budowy gmachu sądu w 1823 roku brama została rozebrana, a ulica przedłużona do obecnego skrzyżowania z ulicami Wojska Polskiego, Opawską i Drzymały.
Początkowo ulica została wytyczona z rynku do ul. Solnej i nosiła nazwę ul. Kramarskiej (niem. Krämergasse). Później została przedłużona do wspomnianej Bramy Nowej i przyjęła nazwę ul. Nowej (niem. Neuestraße), ponieważ była to najpóźniej wytyczona ulica prowadząca z rynku. W latach 30. XX wieku w czasie rządów nazistów ulica została nazwana Straße der S.A. na cześć oddziałów szturmowych NSDAP. Po II wojnie światowej przywrócono ulicy historyczną nazwę Nowa.
Jak pierwotna nazwa, ul. Kramarska, wskazuje była to ulica typowo handlowa. W dokumencie z 1377 roku wspomina się o ławach szewskich wykorzystywanych do handlu przy zbiegu ul. Basztowej i Leczniczej. 10 kwietnia 1489 roku ulicę prawdopodobnie dotknął pożar. W urbarzu z 1567 roku mamy wzmiankę o Neue Gasse przy której wzniesiono 31 domów mieszkalnych. 27 kwietnia 1783 roku hrabia Georg Karl Heinrich von Hoym w raporcie do króla Fryderyka II wymienia ulicę wśród trzech, które w tym czasie były wybrukowane.
Rozpoczynając budowę nowego gmachu sądu w 1823 roku rozebrano Bramę Nową. Jednak została postawiona nowa brama, tzw. brama akcyzowa, przy skrzyżowaniu z ulicą Opawską i Wojska Polskiego. W 1828 roku Feliks Sobtzick uruchomił przy ul. Nowej 15 piekarnię. Później jego syna Franciszek w 1852 roku otworzył pierwszą cukiernię w mieście przy ulicy Nowej 19. Po 1873 roku w mieście wprowadzono gazowe oświetlenie uliczne, które jako pierwsze zostało założone na ul. Nowej. Kanalizacja została wprowadzona przed 1879 rokiem. Pod koniec XIX wieku zlikwidowano budynki naprzeciwko gmachu sądu, a na ich miejscu powstały reprezentacyjne kamienice w stylu secesyjnym, w których na parterze znajdowały się sklepy. Na rogu ul. Drzymały i Nowej znajdowała się zbudowana przed 1895 roku, w której znajdowała się najelegantsza kawiarnia w mieście, Grand Café Residenz, która posiadała wystrój w stylu wiedeńskim.
W 1915 roku mamy wzmiankę, że w 26 domach przy ul. Nowej znajduje się 35 aparatów telefonicznych. W latach 30. XX wieku przez ulicę Nową przechodziły pochody formacji SA i SS. Po II wojnie światowej przez ulicę przechodziły manifestacje i pochody na pobliski plac Długosza. W czasie działań wojennych w 1945 roku domy przy ulicy Nowej spłonęły, a jedynie ocalał gmach sądu. W latach 50. XX wieku ruiny budowli zostały rozebrane, a w ich miejsce powstał skwer Moniuszki.

## Architektura

### Budynek sądu
Późnoklasycystyczny budynek sądowniczy zlokalizowany w Raciborzu przy ul. Nowej 29. Budynek został wzniesiony w latach 1823–1826 według projektu Karla Friedricha Schinkla, który był nadwornym architektem królestwa pruskiego. 24 kwietnia 1826 roku uroczyście poświęcono nowy gmach sądu. Obecnie znajduje się w nim siedziba sądu rejonowego. Architektura pod względem koncepcji i detalu jest bardzo uboga. Można zauważyć umiar w podziałach architektonicznych, przy jednoczesnych dążeniach do monumentalizowania. Budowniczy gmachu miał tendencje klasycystyczne, o czym świadczy forma detalu.

## Instytucje

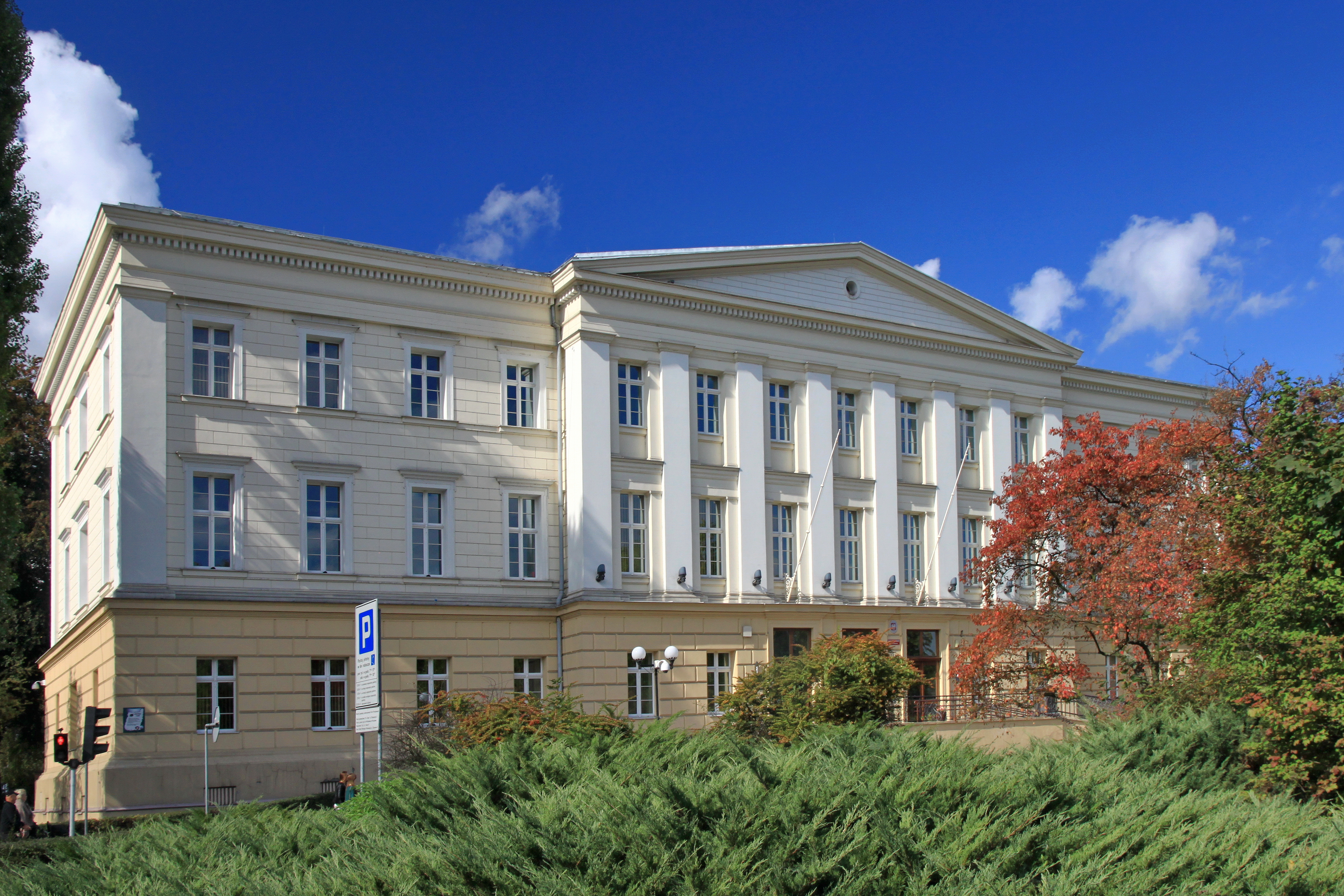
Gmach Sądu Rejonowego w Raciborzu

Przy ulicy Nowej znajduje się kościół Wniebowzięcia Najświętszej Maryi Panny, należący do najstarszej parafii w mieście, a także Sąd Rejonowy w Raciborzu.

### Sąd Rejonowy w Raciborzu
Sąd Rejonowy znajduje się przy ul. Nowej 29 i podlega pod Sąd Okręgowy w Gliwicach. Sąd składa się z czterech wydziałów: I Wydziału Cywilnego, II Wydziału Karnego, III Wydział Rodzinny i Nieletnich, V Wydział Ksiąg Wieczystych.

### Parafia Wniebowzięcia Najświętszej Maryi Panny
Parafia Wniebowzięcia Najświętszej Maryi Panny to najstarsza raciborsk parafia powstała przed 1246 rokiem, która swym zasięgiem obejmuje centrum miasta, należąca do dekanatu raciborskiego leżącego w diecezji opolskiej.